# Chalicotherium
Chalicotherium ("oblázkové zvíře") je rod vyhynulých lichokopytníků žijících v Evropě, Africe a Asii od svrchního oligocénu do spodního pliocénu (asi před 28 - 3,6 mil. let). Tento býložravec vyhynul asi milion let před příchodem dob ledových a počátkem kvartéru. Tohoto pravěkého savce vědecky popsal německý paleontolog Johann Jakob Kaup v roce 1833.
Dodnes bylo objeveno a popsáno asi osm druhů tohoto rodu, jen tři jsou ale považovány za platné (validní). Všichni zástupci se pohybovali po čtyřech. Na předních končetinách měli dlouhé drápy, při chůzi zahnuté dozadu. Při konzumaci potravy pravděpodobně seděli.

## Popis
Jedinci druhu Chalicotherium goldfussi vážili okolo 1500 kg, výška v kohoutku u nich činila až 2,6 m. Na jeho dlouhých rukou byly silné drápy, proto chodili po zápěstí, aby zabránili jejich opotřebovávání. Drápy sloužily také k obraně před predátory. Paže používali k přitahování větví k tlamě, kterou větev zbavili listí. Hlava chalikotérií vypadala jako koňská, což dokazuje i způsob konzumace vegetace.

## Galerie

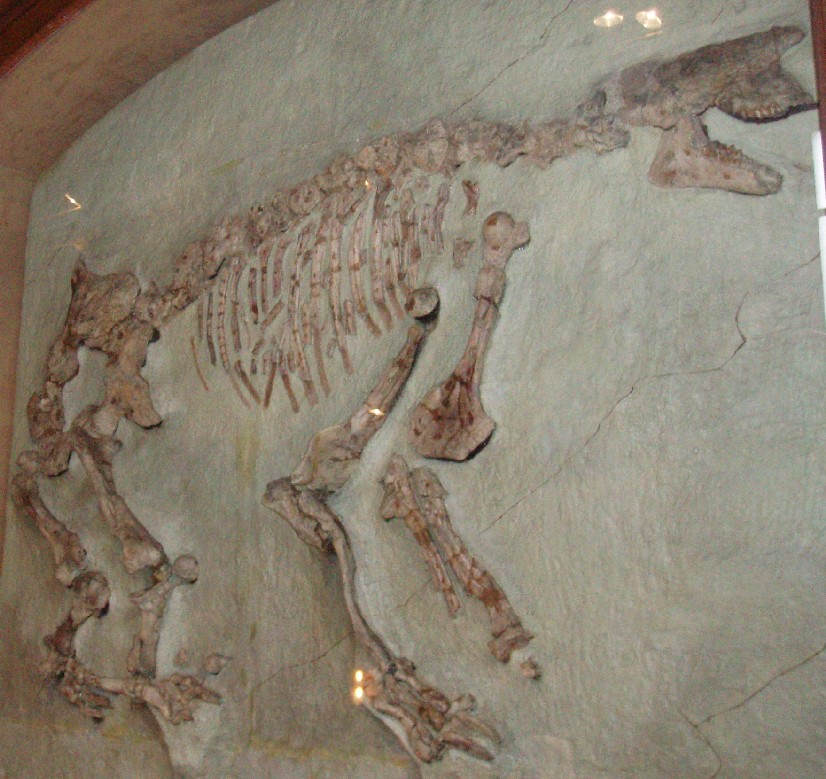
Fosilie chalikotéria